# الرباط المقدس (رواية)
الرباط المقدس هو كتاب من تأليف توفيق الحكيم الذي يعتبر من أعمدة أدباء العالم العربي خاصة والعالم عامة. فهو كاتب وأديب مصري، من رواد الرواية والكتابة المسرحية العربية ومن الأسماء البارزة في تاريخ الأدب العربي الحديث. مسرحياته من النوع الذي كُتب ليُقرأ فيكتشف القارئ من خلاله عالماً من الدلائل والرموز التي يمكن إسقاطها على الواقع في سهولة لتسهم في تقديم رؤية نقدية للحياة والمجتمع تتسم بقدر كبير من العمق والوعي. سمي تياره المسرحي بالمسرح الذهني لصعوبة تجسيدها في عمل مسرحي. تقع الرواية في 256 صفحة.

## عن الكاتب
أديب ومفكر، هو أبو المسرح في مصر والعالم العربي، وأحد مؤسسي فن المسرحية والرواية والقصة في الأدب العربي الحديث. ولد توفيق الحكيم بالإسكندرية سنة 1898 من أب مصري كان يشتغل في سلك القضاء وأم تركية، ولما بلغ سن السابعة ألحقه أبوه بمدرسة حكومية، ولما أتم تعليمه الابتدائي اتجه نحو القاهرة ليواصل تعليمه الثانوي، ولقد أتاح له هذا البعد عن عائلته شيئًا من الحرية.

## عن الرواية
تمتاز هذه الرواية بإطارها الواقعي ومن المعروف ان الرواية الواقعية كانت سيدة الموقف في هذا الوقت وتمتاز أيضا بفلسفيات الحكيم وجدلياته كما أن عشق الحكيم لألعاب القدر والمصادفات العجيبة فرض نفسه في هذه الرواية.
لا يعتني الدكتور رأفت بزوجته الشابة سميحة قدر ما يهتم بقراءة ومتابعة مؤلفات الروائي الشهير راهب الفكر، فتقرر الزوجة أن تبحث عند الراهب نفسه عن سر شعبيته واستحواذه لكل حواس زوجها، لكنها سرعان ما تصبح هي بدورها من تلميذاته المجتهدات وعندما تفشل في مغازلته واغرائه، تقرر البدء في كتابة قصة مستوحاة من حياتها.
اقتراح الراهب للمرأة بقراءة كتابًا بعنوان (راهب تاييس) وأن تعود إليه بعد إكمالها الكتاب، كتاب عن قديسة أصبحت تائهة، يحذر المراة بطريقة غير مباشرة أن لا تحذوا حذو من قلدت أمها بالهوى والإغراء. اختيار اسم راهب الفكر للشخصية يوحي بعمل الراهب المرهب والمخيف للفكر. ولكن أروع ما فيها هو أسلوب النبوءة التي تحقق نفسها، فراهب الفكر قد أعطاها كتاب تاييس، وفي الكتاب أن الراهب بافنوس كان زائغ القلب، وفقد طريق السماء إلى الأبد، وهو ما حدث مع (راهب الفكر) فقد تزعزع إيمانه أمام غواية المرأة.

## النقد
لم يربط الحكيم أسماء الشخصيات بعائلات معينة ليبين أن الصراعات الداخلية غير مرتبطة بزمان أو مكان فسميحة وحياتها التي سلبتها حريتها وطموحها موجودة في كثير من الأماكن، والراهب، وزوجها موجودون، وبكثرة.
لنقف على أولى عتبات الكتاب وهو العنوان «الرباط المقدس». العنوان مكون من كلمتين خفيفتين يشدان القارئ لدخول الرواية. كتب الأستاذ عباس محمود العقاد في مجلة «الرسالة» أن «الرباط المقدس» هو اسم رواية جديدة من قلم صديقنا الكاتب الفني الموهوب الأستاذ توفيق الحكيم. والرباط المقدس هو رباط الزوجية والتقديس يقترن في الذهن بالتحريم، والتحريم يقترن في الذهن بالإغراء، وهذا هو المعنى الذي فصله الأستاذ الحكيم في هذه الرواية أجمل تفصيل، وانتقل به خطوة بخطوة بل همسة بهمسة من الوفاء إلى الإباحة فانساق معه القارئ في رحلة نفسية طبيعية لا فجوة فيها، لأنه لم يسه فيها من لمحة واحدة من اللمحات التي تتحول بها النفس من شعور إلى شعور ومن عزم إلى عزم ومن عمل إلى عمل، فإذا هي بدايات تنتهي إلى غاية بعيدة لمن ينظر إلى الطرفين الأقصيين، ولكنها لا تلوح للقارئ المتتبع إلا بداية بعد بداية لا يفرقهما قيد شعرة من خطرات الضمير.